# Waitzdorf

Waitzdorfer Schenke

Waitzdorf ist ein Ortsteil der Stadt Hohnstein im Landkreis Sächsische Schweiz-Osterzgebirge. Er liegt im Nationalpark Sächsische Schweiz und gehört neben Kohlmühle zur Ortschaft Goßdorf. Der Ort entstand 1445.

## Geographie
Waitzdorf liegt östlich der sächsischen Landeshauptstadt Dresden im Norden der Sächsischen Schweiz. Es befindet sich im Nordosten des Landkreises Sächsische Schweiz-Osterzgebirge. Das Waldhufendorf liegt an der Lausitzer Verwerfung, die die Grenze zwischen dem Lausitzer Granitmassiv im Norden und dem Elbsandsteingebirge im Süden bildet. Der Ort befindet sich auf der Waitzdorfer Randebenheit oberhalb des Tiefen Grundes.
Höchste Erhebung in der Flur ist der zweigipfelige Granitberg (Anatexit) der Waitzdorfer Höhe mit der 423,5 Meter hohen waldfreien Nordwestkuppe und der überwiegend bewaldeten Südwestkuppe von 414 Metern Höhe. Eine Attraktion sind die Gallowayrinder, die auf den Ortswiesen weiden. Mit Ausnahme des Dorfkerns gehört die gesamte Flur zum Nationalpark Sächsische Schweiz. Einige Teile der 184 Hektar umfassenden Flur, vorwiegend im Süden und Osten, sind bewaldet.
Im Süden und Westen grenzt die Flur von Hohnstein an, das nordwestlich von Waitzdorf liegt. Benachbarte Hohnsteiner Ortsteile sind außerdem Lohsdorf im Nordosten, Goßdorf im Osten und Kohlmühle im Südosten. Die Bad Schandauer Ortsteile Porschdorf und Waltersdorf sind die nächstgelegenen Orte im Süden bzw. Westen. Dazwischen liegen allerdings der Brand (317,4 m ü. NHN) und das Tal der Polenz.
Nur die Straße Zum Dorfgrund führt als Sackgasse aus Richtung Lohsdorf nach Waitzdorf. Über sie ist der Ort an das Busnetz des Regionalverkehrs Sächsische Schweiz-Osterzgebirge (RVSOE) angeschlossen.